# Barbalha
Barbalha est une ville brésilienne de l'État du Ceará. Sa population était estimée à 53 388 habitants en 2006. La municipalité s'étend sur 479 km2.

## Maires
| Période | Période | Identité                  | Étiquette | Qualité |
| ------- | ------- | ------------------------- | --------- | ------- |
| 2009    | 2012    | José Leite Gonçalves Cruz | PT        |         |

## Tourisme
La station thermale Balneário do Caldas s'y trouve.